# David Lapoujade
David Lapoujade (né à Paris en 1964) est un philosophe français ; il est professeur des universités à l'Université Paris-I Panthéon-Sorbonne. 
Spécialiste du pragmatisme, en particulier de l'œuvre de William James, sa démarche s'inspire notamment de la pensée de Gilles Deleuze dont il a été l'étudiant. Ses travaux portent également sur Henri Bergson, Henry James, Emerson et Étienne Souriau. Il contribue à plusieurs revues dont Critique, Philosophie, la Revue de métaphysique et de morale, Revue philosophique, Le Magazine littéraire, etc.

## Publications
- Ouvrages
  - William James. Empirisme et pragmatisme, Paris, PUF, 1997 ; réed. Les Empêcheurs de penser en rond, 2007.
  - Fictions du pragmatisme. William et Henry James, Paris, Éditions de Minuit, 2008[2].
  - Puissances du temps. Versions de Bergson, Paris, Éditions de Minuit, 2010.
  - Deleuze, les mouvements aberrants, Paris, Éditions de Minuit, 2014.
  - Les Existences moindres, Paris, Éditions de Minuit, 2017.
  - L’Altération des mondes. Version de Philip K. Dick, Paris, Éditions de Minuit, 2021.

- Éditions
  - Gilles Deleuze, Morceaux choisis, Paris, ADPF, 2003.
  - Gilles Deleuze, L'Île déserte et autres textes. Textes et entretiens 1953-1974, édition préparée par David Lapoujade, Paris, Éditions de Minuit, 2002.
  - Gilles Deleuze, Deux régimes de fous. Textes et entretiens 1975-1995, édition préparée par David Lapoujade, Paris, Éditions de Minuit, 2003.
  - William James, Précis de psychologie, traduit de l'anglais par Nathalie Ferron ; édition et présentation de David Lapoujade, Paris, Empêcheurs de penser en rond/Seuil, 2003.
  - William James, Philosophie de l'expérience: Un univers pluraliste, traduit de l'anglais par Stephan Galetic; préface de David Lapoujade, Paris, Empêcheurs de penser en rond/Seuil, 2007.
  - Gilles Deleuze, Sur la peinture, Paris, Éditions de Minuit[3].
  - Gilles Deleuze, Sur Spinoza, Paris, Éditions de Minuit[4].

- Articles
  - « Le flux intensif de la conscience chez William James », dans Philosophie, no 46, Éditions de Minuit, 1995.
  - Du champ transcendantal au nomadisme ouvrier. William James, in Gilles Deleuze, une vie philosophique, Eric Alliez (dir.), Synthélabo (collection Les empêcheurs de penser en rond), 1997
  - « Politique de la conversation chez Henry James », dans Critique, no 607, 1997.
  - « William James: le pragmatisme et la libération du mouvement », dans Revue philosophique, PUF, 1997.
  - « Proies et prédateurs: Henry James et Darwin », dans L'Atelier du Roman, Paris, Les Belles-Lettres, 1998.
  - « Henry James: perspective et géométrie », in Etudes anglaises 2006/3 Vol. 59, Klincksieck, 2006
  - « Intuition et sympathie », dans Frédéric Worms (éd.), Annales bergsoniennes, t 3, Paris, PUF, 2007, p. 429-447
  - « Etienne Souriau. Une philosophie des existences moindres », in Philosophie des possessions, Didier Debaise (dir.), Dijon, Les presses du réel (collection Theoria), 2011
  - « "L'Escroc à la confiance" ou l'efficace du faux », in Herman Melville, Bartleby le scribe, Billy Budd, marin et autres romans, in Œuvres, IV, "Bibliothèque de la Pléiade", Gallimard, 2010.